# Iwan Andrusiak

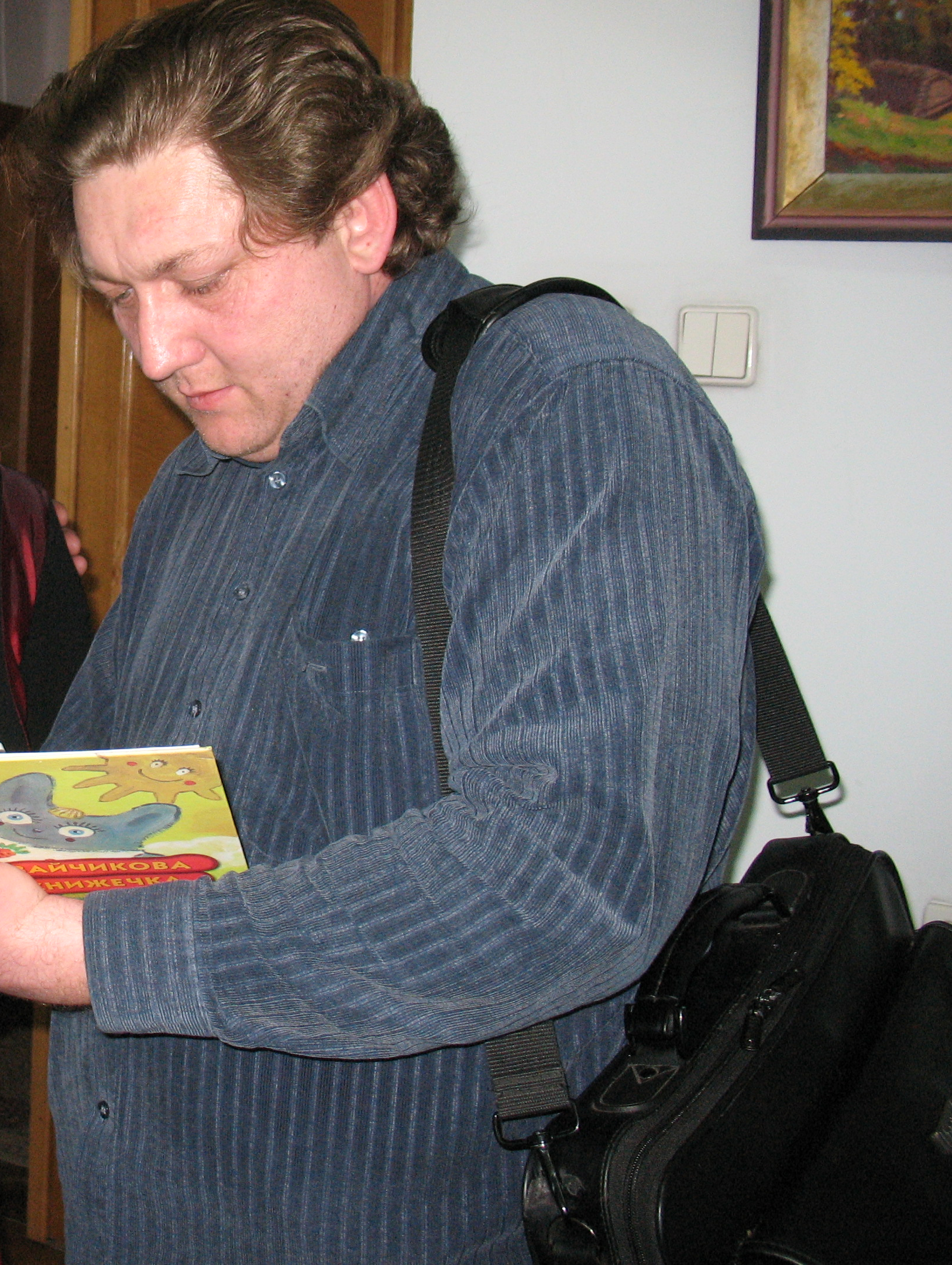
Iwan Andrusiak

Iwan Mychajłowycz Andrusiak (ukr. Іван Михайлович Андрусяк, ur. 28 grudnia 1968 w Wierzbowcu w obwodzie iwanofrankiwskim) – ukraiński poeta, pisarz dziecięcy, krytyk literacki oraz tłumacz z języka polskiego i angielskiego.
Działalność twórczą rozpoczął w latach dziewięćdziesiątych XX wieku jako uczestnik grupy literackiej Nowa degeneracija (ukr. Нова деґенерація), do której należeli również pisarze Stepan Prociuk i Iwan Cyperdiuk. Jest uważany przez krytyków literackich za jednego z przewodnich poetów pokolenia lat dziewięćdziesiątych (ukr. Дев'ятдесятники, Dewjatdesiatnyky). Andrusiak jest zwolennikiem hermetycznego poetyckiego dyskursu, a jego twórczość ewoluowała od neomodernistycznych dekadenckich motywów do pisma symboliczno-kojarzeniowego, utrzymanego w ramach poglądu neomodernistycznego oraz klasycznej formy poetyckiej. Wypracował osobliwą, opartą na metaforyzmie (według krytyka Tarasa Dewdiuka Andrusiak pisze metaforą, której nie ma, ukr. Андрусяк пише метафорою, якої нема), manierę poetycką, którą krytyk Anatolij Dnistrowyj nazwał pływającą semantyką. Proza Iwana Andrusiaka jest przepełniona symboliczną metaforyką, a język czerpie z dialektów. Tematycznie pisarz rozpatruje psychologię bohaterów w przełomowych sytuacjach, przenosząc ich w środowisko Huculszczyzny lat 1940–1950.
Na początku XXI wieku Andrusiak zajmował się krytyką literacką, pisząc do takich czasopism, jak: „Knyżnyk-review” (ukr. Книжник-review), „Knyżkowyj ohlad” (ukr. Книжковий огляд), „Kurjer Krywasu” (ukr. Кур'єр Кривбасу), „Kalmijus” (ukr. Кальміюс), „Berezil” (ukr. Березіль), „Suczasnist” (ukr. Сучасність) i in., analizując poezję współczesną. W swoich tekstach bronił zasad moralności w literaturze, oddzielając sztukę literacką od popularnej. W 2007 roku opublikował powieść Stefa i jiji Czakałka (ukr. Стефа і її Чакалка), debiutując jako pisarz dziecięcy. W ciągu kilku lat literatura dziecięca staje się – na równi z poezją – jego główną dziedziną twórczości.
Andrusiak jest laureatem pierwszej nagrody konkursu wydawnictwa Smołoskyp (1995), nagrody literackiej „Błahowist” (1996), nagrody im. Borysa Neczerdy (2002), czasopisma „Kirjer Krywbasu” (2007), pierwszej nagrody konkursu powieści dla dzieci „Zolotyj Łełeka” (2008), międzynarodowej nagrody „Corona Carpatica” (2010). Powieść Wisim dniw iz żyttia Burunduka (ukr. Вісім днів із життя Бурундука) w 2013 roku została uznana przez coroczny katalog White Ravens za najpiękniej wydany utwór dla dzieci.
Dzieła Andrusiaka tłumaczone były na języki angielski, niemiecki, ormiański, rosyjski oraz na polski (tłumaczone przez Anetę Kamińską).
Andrusiak przetłumaczył na język ukraiński utwory poetyckie Andrzeja Bursy i e. e. cummingsa.
Poeta jest aktywnym członkiem Narodowego Związku Pisarzy Ukrainy i Stowarzyszenia Pisarzy Ukrainy, a od listopada 2011 roku – członkiem ukraińskiego PEN Clubu. Mieszka w mieście Berezań.